# Zhang Ziyi
Zhang Ziyi (章子怡), född 9 februari 1979 i Peking, Kina, är en kinesisk skådespelerska. Hon har arbetat med flera framstående regissörer, som till exempel Zhang Yimou, Ang Lee och Wong Kar-wai.
Den 27 juni 2005 offentliggjordes det att Zhang accepterat en inbjudan att gå med i Amerikanska filmakademien, vilket gör att hon är en av de som får vara med och utse Oscarvinnarna.

## Filmografi
| År   | Titel                                                                                    | Roll                                  |
| ---- | ---------------------------------------------------------------------------------------- | ------------------------------------- |
| 1996 | Touching Starlight Kinesiska: 星星點燈; pinyin: Xīngxīng diǎndēng                        | Chen Wei                              |
| 1999 | The Road Home Kinesiska: 我的父親母親 / 我的父亲母亲; pinyin: Wǒde fùqin mǔqin           | Zhao Di                               |
| 2000 | Crouching Tiger, Hidden Dragon Kinesiska: 臥虎藏龍 / 卧虎藏龙; pinyin:Wòhǔ Cánglóng      | Jen Yu                                |
| 2001 | Rush Hour 2                                                                              | Hu Li                                 |
| 2001 | The Legend of Zu Kinesiska: 蜀山傳; pinyin: Shǔ Shān Zhuàn                               | Joy                                   |
| 2001 | Musa Kinesiska: 武士; koreanska: 무사                                                    | Prinsessan Bu-yong                    |
| 2002 | Hero Kinesiska: 英雄                                                                     | Måne (kinesiska: 如月; pinyin: Rúyuè) |
| 2003 | Purple Butterfly Kinesiska: 紫蝴蝶; pinyin: Zǐ Húdié                                     | Cynthia                               |
| 2003 | My Wife is a Gangster 2 Kinesiska: 我老婆是大佬2; koreanska: 조폭 마누라 2 - 돌아온 전설 | Gangster boss                         |
| 2004 | 2046                                                                                     | Bai Ling                              |
| 2004 | Flying Daggers Kinesiska: 十面埋伏; pinyin: Shí Miàn Mái Fú                              | Mei                                   |
| 2004 | Jasmine Women Kinesiska: 茉莉花開 / 茉莉花开; pinyin: Mò li huā kāi                      | Mo/ Li/ Hua                           |
| 2005 | Princess Raccoon Japanska: オペレッタ狸御殿                                              | Prinsessan Tanuki                     |
| 2005 | En geishas memoarer                                                                      | Chiyo Sakamoto/Sayuri Nitta           |
| 2006 | The Banquet Kinesiska: 夜宴; pinyin: Yè Yàn                                              | Wan                                   |
| 2007 | TMNT Kinesiska: 忍者神龟                                                                 | Karai (röst)                          |
| 2008 | Forever Enthralled Kinesiska: 梅蘭芳 / 梅兰芳; pinyin:Méi Lánfān                         | Meng Xiaodong                         |
| 2009 | Horsemen of the Apocalypse                                                               | Kristen                               |
| 2009 | Sophie's Revenge Kinesiska: 非常完美; pinyin: Fēicháng Wánměi                            | Sophie                                |
| 2009 | The Founding of a Republic Kinesiska: 建國大業 / 建国大业 pinyin: Jiàn Gúo Dà Yè         | Gong Peng                             |
| 2011 | Love for Life Kinesiska: 最愛 / 最爱; pinyin: Zuì ài                                     | Qinqin                                |
| 2012 | The Grandmasters Kinesiska: 一代宗師; pinyin: Yī Dài Zōng Shī                            |                                       |
| 2012 | Dangerous Liaisons Kinesiska: 危險關係; pinyin: Wéixiǎn guānxì                           | Du Fenyu                              |
| 2013 | Wu Wen Xi Dong                                                                           |                                       |
| 2013 | Love and Let Love                                                                        |                                       |
| 2013 | My Lucky Star                                                                            | Sophie                                |
| 2014 | The Great Wall                                                                           |                                       |